# Phidippus apacheanus
Phidippus apacheanus är en spindelart som beskrevs av Chamberlin, Gertsch 1929. Phidippus apacheanus ingår i släktet Phidippus och familjen hoppspindlar. Inga underarter finns listade i Catalogue of Life.